# Thorsten Johansson
Thorsten Johansson, född 9 oktober 1950 i Bärbo församling, Södermanlands län, död 18 januari 2021, var en svensk friidrottare (kortdistans). Han tävlade för KA 2 IF och IFK Växjö. Han utsågs 1977 till Stor grabb nummer 289 i friidrott. Johansson bodde fram till sin död i Sölvesborg. Han har en son och en dotter.

## Karriär (friidrott)
- 1971 vann Thorsten Johansson SM på 100 meter på tiden 10,5.

- Den 14 juni i Berlin 1972 tangerade Thorsten Johansson Lennart Strandbergs svenska rekord på 100 meter från 1936 (10,3) vid tävlingar i Berlin. (Rekordet tangerades samma år även av Christer Garpenborg som sedan slog det 1973). Samma dag tangerade han även Owe Jonssons svenska rekord på 200 meter (20,7).

- 1973 vann han åter SM på 100 meter, denna gång på 10,3. Han vann även på 200 meter, med 21,1.

- Vid EM 1974 deltog han i stafett 4 x 100 meter.

- Thorsten Johansson vann SM på 200 meter ytterligare fem gånger åren 1974-1978, med resultaten 21,3, 21,22, 21,18, 21,30 och 21,39.

Den 20 maj 1976 i Dresden förbättrade han sitt svenska rekord till 20,61. Rekordet tangerades 1995 av Lars Hedner och förbättrades sedan ytterligare av Torbjörn Eriksson år 1999.
Vid OS år 1976 deltog han på 200 meter men slogs ut efter 21,08 i försöket (vidare) och 21,05 i mellanheaatet (utslagen).

## Personliga rekord
- 100 m (manuell tidtagning): 10,3 s (Berlin, Östtyskland 14 juni 1972)[13]
- 100 m (elektrisk tidtagning): 10,61 s (Prag, Tjeckoslovakien 11 augusti 1973)[14]
- 200 m (manuell tidtagning): 20,7 s (Berlin, Östtyskland 14 juni 1972)[12]
- 200 m (elektrisk tidtagning): 20,61 s (Dresden, Östtyskland 20 maj 1976)[15]
- 400 m: 47,28 s (Slottsskogsvallen, Göteborg 15 augusti 1976)[16]